# Cruces
Cruces är en ort i Kuba.   Den ligger i provinsen Provincia de Cienfuegos, i den centrala delen av landet, 230 km öster om huvudstaden Havanna. Cruces ligger 94 meter över havet och antalet invånare är 24 906.
Terrängen runt Cruces är platt. Runt Cruces är det ganska tätbefolkat, med 104 invånare per kvadratkilometer. Närmaste större samhälle är Ranchuelo, 12,8 km öster om Cruces. Trakten runt Cruces består till största delen av jordbruksmark.